# Yangasso
Yangasso is een gemeente (commune) in de regio Ségou in Mali. De gemeente telt 21.600 inwoners (2009).